# ولاشکی دو (ژاباری)
ولاشکی دو (به صربی: Vlaški Do) یک منطقهٔ مسکونی در صربستان است که در ژاباری واقع شده‌است. ولاشکی دو ۱٬۳۱۰ نفر جمعیت دارد.